# Хольст, Кристиан
Кристиан Ламхауге Хольст (дат. Christian Lamhauge Holst; родился 25 декабря 1981 года в Свеннборге, Дания) — фарерский футболист, нападающий известный по выступлениям за клубы «Люнгбю», «Силькеборг» и сборной Фарерских остров. С 2016 года занимается тренерской деятельностью.

## Клубная карьера

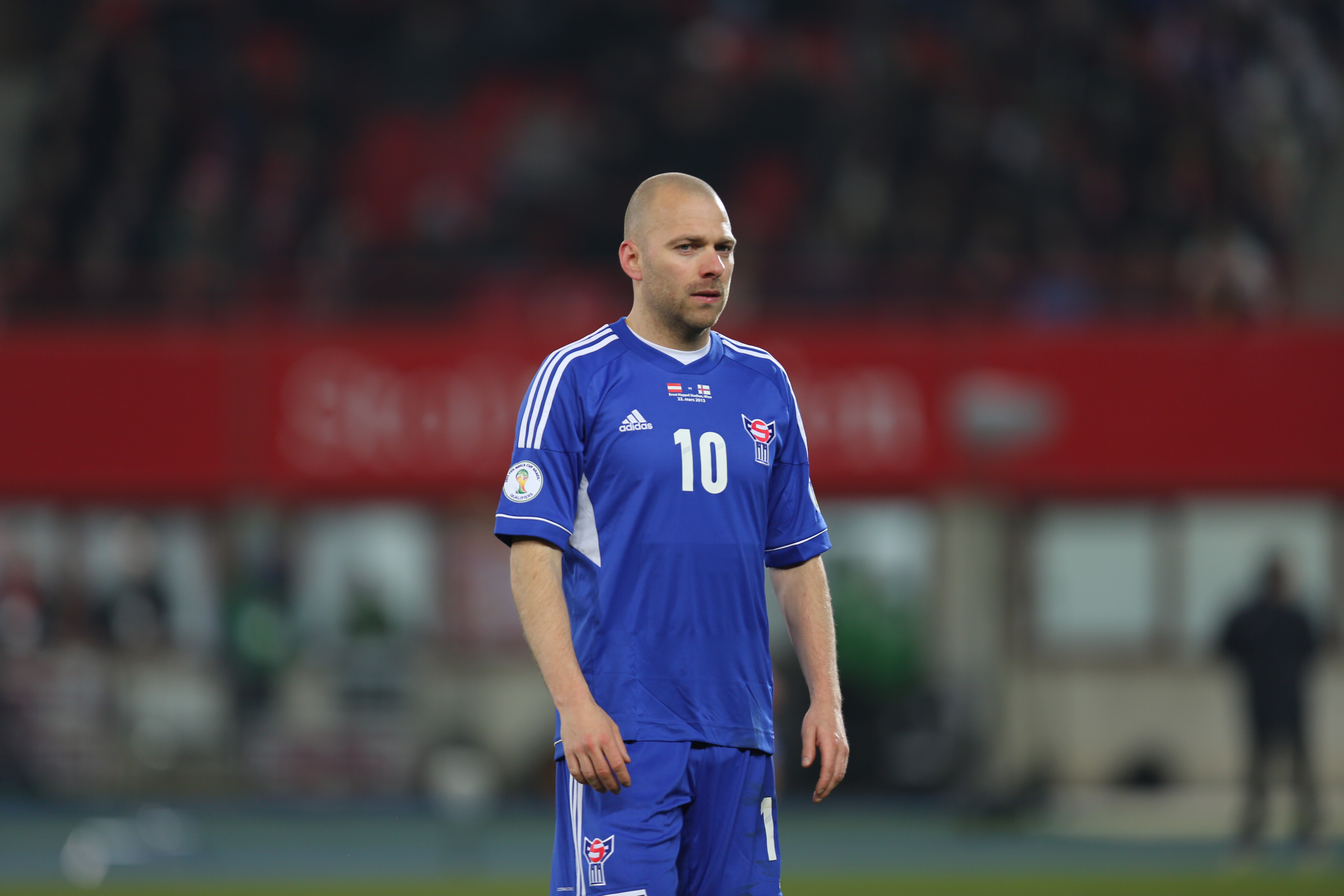
Хольст в составе сборной Фарерских островов

Хольст начал карьеру в клубе «Свендборг» из своего родного города, который выступал в одной из региональных лиг Дании. В 2003 году он перешёл в «Люнгбю». В 2006 году Кристиан помог команде выиграть первенство первого дивизиона и выйти в элиту. 22 июня 2007 года в матче против «Раннерс» Хольст дебютировал в датской Суперлиге. Через неделю в поединке против «Оденсе» он забил свой первый гол на высшем уровне.
В 2008 году Холст перешёл в «Силькеборг», который выступал в первом дивизионе. 21 сентября в матче против «Тистеда» он забил свой первый гол за новую команду. В первом же сезоне Кристиан помог клубу занять второе место и выйти в Суперлигу. В первый год выступления «Силькеборга» в элите Хольст забил 11 голов и стал лучшим бомбардиром команды. После вылета клуба в 2012 году Кристиан вновь помог ему вернуться обратно уже через год.
Летом 2014 года Хольст перешёл в команду одной из региональных лиг Дании «Фреманд Амагер». В 2016 году он завершил карьеру и стал тренером.

## Международная карьера
6 сентября 2003 года в отборочном матче чемпионата Европы 2004 против сборной Шотландии Хольст дебютировал за сборную Фарерских островов. 4 июня 2008 года в товарищеском матче против сборной Эстонии Кристиан сделал дубль, забив первые голы за национальную команду.

### Голы за сборную Фарерских островов
| #   | Дата            | Место                                   | Противник         | Счёт | Результат | Соревнование                       |
| --- | --------------- | --------------------------------------- | ----------------- | ---- | --------- | ---------------------------------- |
| 01. | 4 июня 2008     | А. Ле Кок Арена, Таллин, Эстония        | Эстония           | 1:3  | 3:4       | Товарищеский матч                  |
| 02. | 4 июня 2008     | А. Ле Кок Арена, Таллин, Эстония        | Эстония           | 2:3  | 3:4       | Товарищеский матч                  |
| 03. | 12 октября 2010 | Свандскард, Тофтир, Фарерские острова   | Северная Ирландия | 1:0  | 1:1       | Чемпионат Европы 2012 квалификация |
| 04. | 1 марта 2014    | Виктория, Гибралтар                     | Гибралтар         | 1:2  | 1:4       | Товарищеский матч                  |
| 05. | 1 марта 2014    | Виктория, Гибралтар                     | Гибралтар         | 1:4  | 1:4       | Товарищеский матч                  |
| 06. | 7 сентября 2014 | Торсволлур, Торсхавн, Фарерские острова | Финляндия         | 1:0  | 1:3       | Чемпионат Европы 2016 квалификация |